# Ак-Булун (Тюпский район)
Ак-Булун (кирг. Ак-Булуң, до 1990-x г. — Светлый Мыс) — село в Тюпском районе Иссык-Кульской области Кыргызстана. Административный центр Ак-Булунского аильного округа. Код СОАТО — 41702 225 873 01 0.
В селе находится Светломысский техникум (Иссык-Кульский сельскохозяйственный техникум), который расположен в зданиях, где в конце XIX-начале XX веков располагался Свято-Троицкий Иссык-Кульский монастырь.

## Население
По данным переписи 2009 года в селе проживало 616 человек.
По данным переписи 2022 года, в селе проживало 536 человек.